# Antonin Gerbal

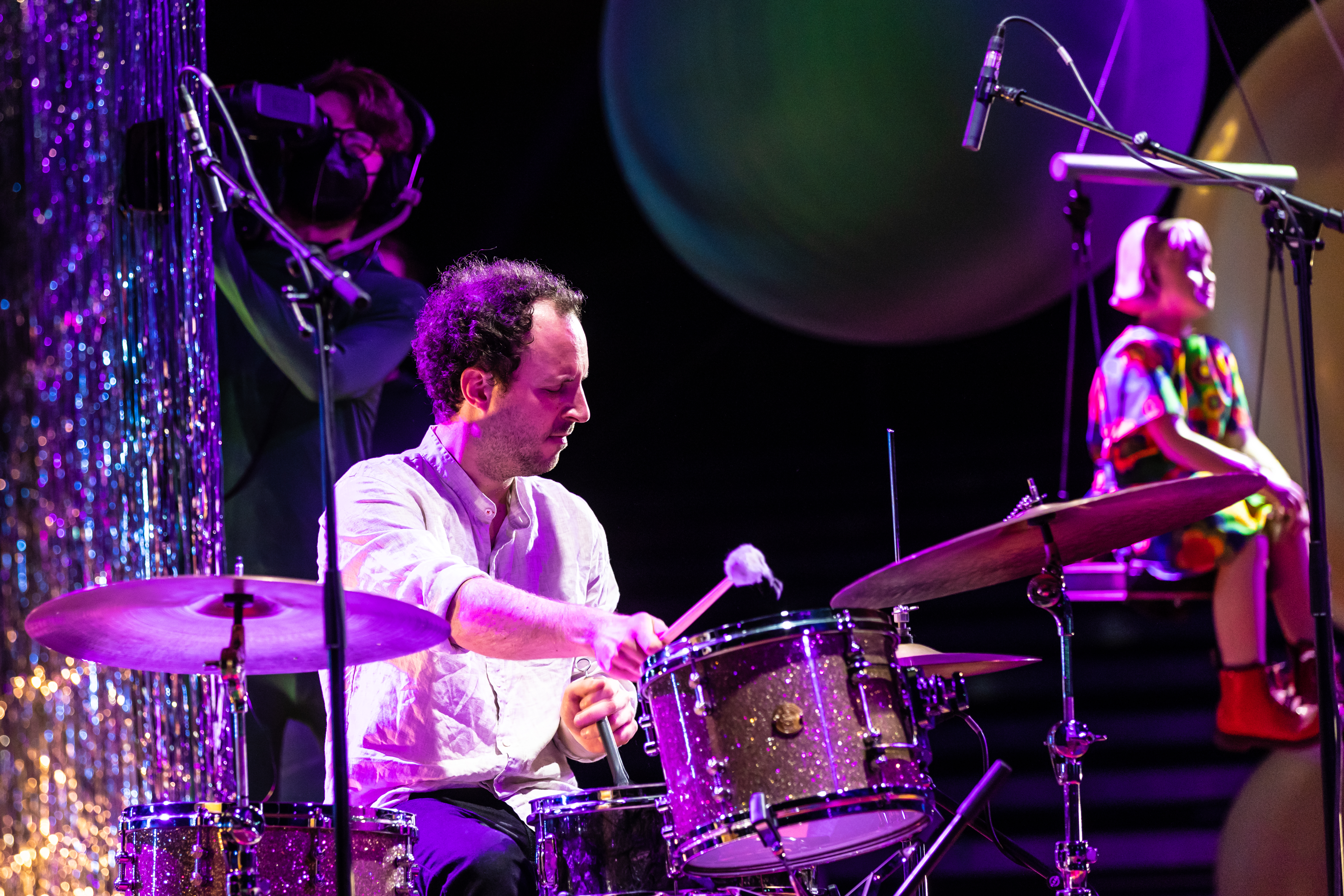
Antonin Gerbal (2021)

Antonin Gerbal (* 1986) ist ein französischer Jazz- und Improvisationsmusiker (Schlagzeug, auch Piano, Komposition), der von Paris aus operiert.

## Leben und Wirken
Gerbal begann im Alter von sieben Jahren in Musikschulen in Toulouse mit dem Schlagzeug- und Klavierspiel. Anschließend besuchte er von 2003 bis 2007 das Conservatoire national supérieur de musique et de danse in Paris.
Nach dem Studium waren Gerbals zentrale Formationen zunächst Peeping Tom (mit Pierre-Antoine Badaroux, Axel Dörner und Joel Grip), R.mutt (mit Badaroux und Sébastien Beliah) und ZOOR (mit Bertrand Denzler und Jean-Sébastien Mariage). Aktuell spielt er Soloauftritte und gehört zu den Bands أحمد [Ahmed] (mit Pat Thomas, Seymour Wright und Joel Grip), اسم [ism] (mit Thomas und Grip), Sbatax (mit Bertrand Denzler), Vaka (mit Elvin Brandhi, Daniel Blumberg und Grip) sowie zur Umlaut Big Band und zu ONCEIM.
Gerbal hat mehrere Stücke für verschiedene Besetzungen geschrieben und mit Musikern wie Éliane Radigue, Pascale Criton, Peter Ablinger, John Tilbury, Alexander von Schlippenbach, Evan Parker, Jean-Luc Guionnet, Seijiro Murayama, David Grubbs oder Stephen O’Malley zusammengearbeitet. Er ist außerdem Mitbegründer von Umlaut Records und Mitorganisator von Festivals und Konzerten in Paris.

## Diskographische Hinweise
- Peeping Tom: File Under: Bebop (Umlaut 2009, mit Axel Dörner, Pierre-Antoine Badaroux, Joel Grip)
- R.mutt: #03 (Umlaut 2010, mit Pierre-Antoine Badaroux, Sébastien Beliah)
- Die Hochstapler: The Braxtornette Project (Umlaut 2013)
- Sound of Drums (Umlaut 2016; solo)
- Bertrand Denzler – Antonin Gerbal – Axel Dörner: Le Ring (Confront 2016)
- أحمد [Ahmed]: Nights on Saturn (Communication) (Astral Spirits 2021, mit Seymour Wright, Pat Thomas, Joel Grip)
- اسم [ism]: Maua (577 2024, mit Pat Thomas, Joel Grip)